# Burghausen
Burghausen est une ville de Bavière (Allemagne) de 18 155 habitants, située dans l'arrondissement d'Altötting, à la frontière autrichienne.
Burghausen est d'abord un site exceptionnel : un éperon étroit et allongé entre les eaux de la rivière Salzach et celles d'un lac, le Wöhrsee, venu prendre la place d'un ancien lit du cours d'eau. Sur cette hauteur, la plus longue forteresse d'Allemagne étire sur plus d'un kilomètre son mur d'enceinte ponctué de créneaux et de tours. L'ensemble fortifié surplombe la ville médiévale et le panorama s'étend vers les contreforts boisés des Alpes, entre Allemagne et Autriche.

## Géographie
Burghausen est située à une hauteur d'environ 360 m au-dessus de la rivière Salzach et à 480 m d'altitude.

### Communes voisines
- Burgkirchen an der Alz
- Haiming
- Hochburg-Ach (Oberösterreich)
- Mehring (Oberbayern)
- St. Radegund (Oberösterreich)

### Quartiers de Burghausen
La mairie de Burghausen a sous sa responsabilité 33 quartiers et villages rattachés.
- Aching
- Auberg
- Bergham
- Burghausen
- Eisenhammer
- Fuchshausen
- Gries
- Hasen
- Holzham
- Jägerbauer
- Kupferhammer
- Laimgruben
- Lehner
- Lindach
- Marienberg
- Moosbrunn
- Neuhaus
- Oberhadermark
- Papiermühle
- Pfaffing
- Pfram
- Pritzl
- Pulvermühle
- Raitenhaslach
- Sägmeister
- Scheuerhof
- Schreiner
- Silmoning
- Stacherl
- Stadl
- Tiefenau
- Trutzhof
- Unterhadermark

## Histoire
| Appartenances historiques Duché de Bavière 1180–1255 Duché de Basse-Bavière 1255–1353 Duché de Bavière-Landshut 1353-1503 Duché de Bavière 1503–1623 Électorat de Bavière 1623–1806 Royaume de Bavière 1806–1918 République de Weimar 1918–1933 Reich allemand 1933–1945 Allemagne occupée 1945–1949 Allemagne depuis 1949 |

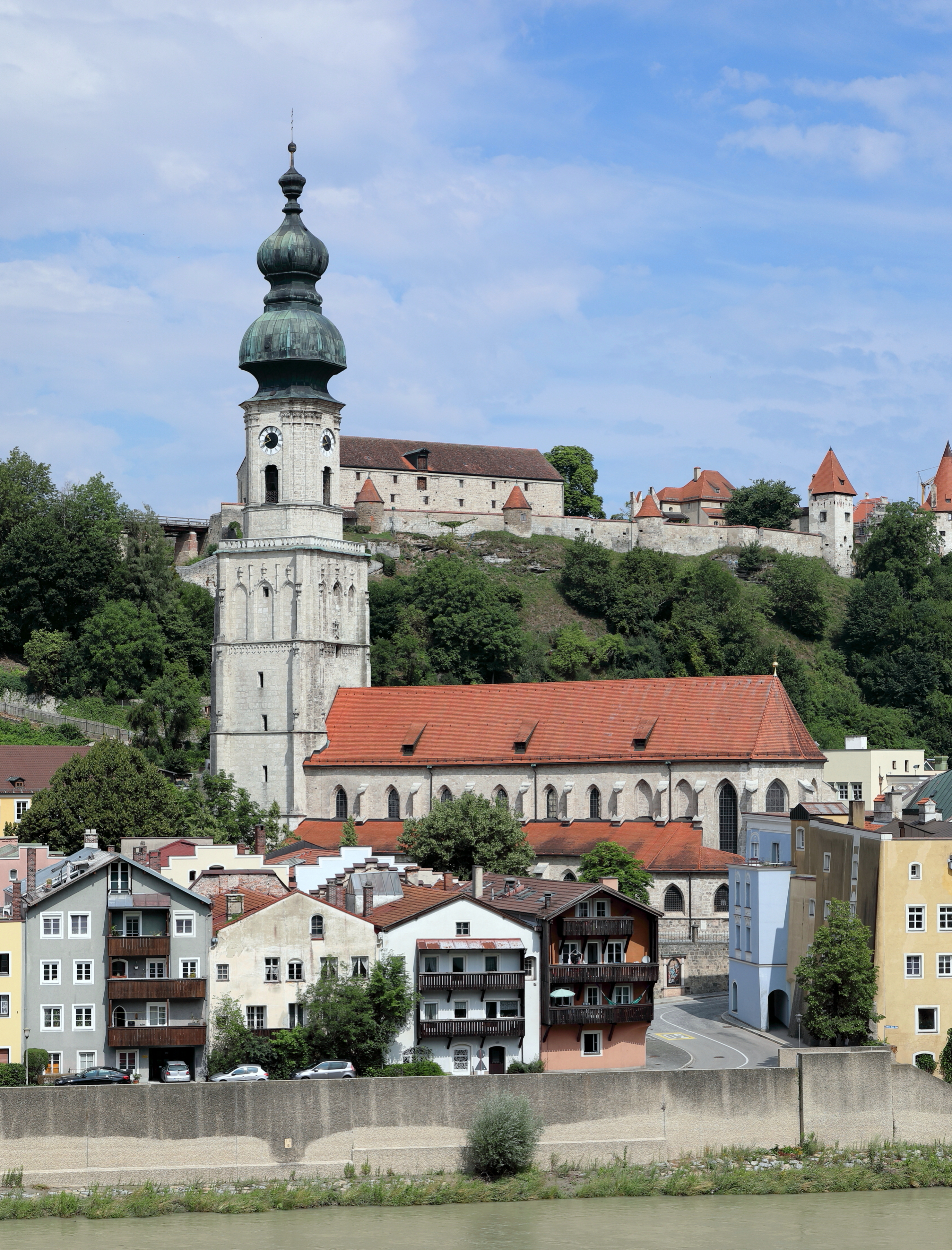
L'église Saint-Jacob.

La ville de Burghausen est caractérisée par deux étapes cruciales de son développement, en substance, d'une part par l'importance en tant que ville résidentielle à la fin du Moyen Âge, et par l'apparition de l'industrialisation précoce du XXe siècle de la ville dans le cadre de la Bavière chimique Triangle[Quoi ?]. Le château de Burghausen (en) et la vieille ville médiévale sont conservés dans de grandes parties, et au nord et à l'ouest des zones industrielles modernes, commerciaux et résidentiels ont depuis les années 1910 comme une nouvelle ville aménagée sur l'ancien domaine agricole et forestier.
Les fouilles de ces dernières années, en particulier de 2002 à 2004 sur les terrains du château, ont soulevé un certain nombre de reliques de l'âge de bronze et de fer à nos jours. Entre les VIe et VIIIe siècles se trouvait sur la rive de la rivière Salzach en contrebas du château, dans la zone de la vieille ville d'aujourd'hui, probablement un petit village comme un poste de douane.
La plus ancienne mention de Burghausen vient sous la forme écrite de l'année 1025. Cette année-là, la ville a été nommée dans un acte impérial, par l'empereur romain germanique Conrad II.

## Politique
Liste des maires depuis 1930 (avant cette date, il s'agissait d'une fonction honoraire) :
- August Fischer, DVP/NSDAP (1930–1945)
- Johann Stiglocher, BVP (1945–1946)
- Franz Huber, BVP (1946–1948)
- Georg Schenk, SPD (1948–1966)
- Georg Miesgang, CSU (1966–1984)
- Fritz Harrer, CSU (1984–1990)
- Hans Steindl, SPD (depuis 1990)

Le conseil municipal est composé du maire et de 24 conseillers. Lors de l'élection du conseil de la ville en mars 2008, 8 727 électeurs se sont déplacés aux urnes sur 14 145 inscrits, ce qui représente un taux de participation de 61,7 %. Cela a conduit aux résultats suivants :
| Parti / groupe politique                      | Pourcentage de voix | Nombre de sièges |
| --------------------------------------------- | ------------------- | ---------------- |
| Sozialdemokratische Partei Deutschlands (SPD) | 49,8 %              | 12               |
| Christlich-Soziale Union (CSU)                | 31,9 %              | 8                |
| Freie Wähler Burghausen (UWB)                 | 7,6 %               | 2                |
| Bündnis 90/Die Grünen (GRÜNE)                 | 5,6 %               | 1                |
| Freie Demokratische Partei (FDP)              | 5,2 %               | 1                |

## Personnalités liées à la ville
- Hannelore Elsner, actrice, qui y est née en 1942.

## À visiter
Les ducs de Bavière — seigneurs du château (en) depuis le XIIe siècle — font de Burghausen la plus grande forteresse d'Allemagne. Son système de défense, encore renforcé à la fin du XVe siècle face à la menace d'une invasion turque, s'étend sur près de 1 100 mètres. Dans sa forme actuelle depuis 1490, le château présente six cours que l'on peut parcourir successivement.